# Piera Sonnino
Piera Sonnino (Portici, 11 febbraio 1922 – Genova, 11 maggio 1999) è stata una scrittrice e superstite dell'Olocausto italiana di origine ebraica, testimone della Shoah italiana e autrice nel 1960 di un memoriale sulla sua esperienza di sopravvissuta al campo di concentramento di Auschwitz.

## Biografia
Piera Sonnino nasce a Portici (Napoli), figlia di Ettore Sonnino e di Giorgina Milani, una famiglia ebrea imparentata con Sidney Sonnino. Dal matrimonio, celebrato a Roma nel 1910, nascono altri 5 figli: Paolo (n.1917), Roberto (n.1918), Maria Luisa (n.1920), Bice (n.1923), e Giorgio (n.1925).
Da Napoli la famiglia si era trasferita a Milano e quindi nel 1934 a Genova. Qui deve fare i conti con le difficoltà nel lavoro e nella scuola conseguenti all'introduzione delle leggi razziali fasciste del 1938. Durante la guerra la famiglia sposta la sua residenza nel quartiere Sampierdicanne a Chiavari per sfuggire ai bombardamenti, ma la situazione si fa drammatica dopo l'8 settembre 1943 e l'occupazione nazista del Nord Italia con l'inizio delle deportazioni. Nell'inverno 1943-44 i Sonnino trovano rifugio in un piccolo villaggio della montagna ligure, Pietranera di Rovegno, ma identificati dai carabinieri come ebrei, ritornano a Genova, riuscendo per nove mesi a vivere nascosti in città.
Alla fine però l'intera famiglia è tradita da un delatore ed arrestata a Genova il 12 ottobre 1944 dalla polizia italiana. Detenuti nel carcere di Genova vengono condotti al campo di transito di Bolzano e di li' deportati nel campo di concentramento di Auschwitz il 24 ottobre 1944. 
Piera è immatricolata con il numero A-26699 e viene successivamente trasferita a Bergen Belsen, Braunschweig e infine Bendorf Am Main. Liberata nel maggio 1945, è l'unica sopravvissuta della famiglia.
Dopo il rientro in Italia nel settembre 1945, ricomincia faticosamente la vita. Piera sposa nel 1954 lo scrittore e giornalista dell'Unità Anton Gaetano Parodi (1923-1973) e con il marito milita nel Partito Comunista Italiano. Nascono le due figlie, Bice and Maria Luisa, chiamate così in memorie delle amate sorelle.
Nel 1960 scrive un memoriale della sua esperienza. Intitolato La notte di Auschwitz e datato 20 luglio 1960, è inteso come una testimonianza privata per le proprie figlie. Dopo i primi racconti di deportati pubblicati negli anni immediatamente successivi alla guerra, Piera Sonnino, assieme a Edith Bruck, Emilio Jani, Ruth Weidenreich Piccagli e Corrado Saralvo, appartiene dunque a quella seconda generazione di testimoni che nel decennio 1959-69 produce in Italia nuovi importanti memoriali dell'Olocausto, prima della grande prolificazione di racconti successiva agli anni '90.
Nel 1995 la sua testimonianza orale è per la prima volta raccolta da Chiara Bricanelli nel volume Una gioventù offesa. Ebrei genovesi ricordano (Firenze: Giuntina). 
Dopo la sua morte nel 1999, il suo memoriale viene pubblicato dapprima in un numero speciale della rivista Diario (23 gennaio 2003), e quindi nel 2004 come volume dalla casa editrice Il Saggiatore. Nel 2006 esce la versione inglese, da Macmillan, riscuotendo grande interesse dalla critica americana tanto da essere nominato dal Jewish Book Council finalista del National Jewish Book Awards. L'edizione francese è del 2008.

## Opere
- Piera Sonnino, Questo è stato. Una famiglia italiana nei Lager  (Milano: Il Saggiatore, 2004) 
  - Ed. inglese tradotta da Ann Goldstein: This Has Happened: An Italian Family in Auschwitz (New York, Palgrave Macmillan, 2006)
  - Ed. francese tradotta da Pierre-Emmanuel Dauzat: C'est arrivé : une famille italienne dans les camps (Paris: Colin, 2008).
  - Ed. tedesca tradotta da Olaf Matthias Roth: Die Nacht von Auschwitz: Das Schicksal einer italienischen Familie (Hamburg: Rowohlt, 2006)